# Isocrinina
De Isocrinina vormen een onderorde van zeelelies uit de Orde Isocrinida.

## Families
- Cainocrinidae Simms, 1988
- Isocrinidae Gislén, 1924
- Isselicrinidae Klikushkin, 1977
- Proisocrinidae Rasmussen, 1978